# Pierangelo Tieri
Pierangelo Tieri (Burgdorf, 30 luglio 1971) è un pittore e xilografo italiano.

## Biografia
Ha studiato pittura, incisione e fotografia all'Accademia di belle arti di Frosinone e all'Accademia di belle arti di Napoli. Sin da giovanissimo si interessa di arti visive, dedicandosi inizialmente al disegno e alla pittura, in seguito alla fotografia, per poi orientare la propria ricerca prevalentemente verso la grafica incisa.  
Le sue xilografie, pubblicate su riviste specializzate dedicate alla storia dell'incisione e del disegno, sono state acquisite da collezioni pubbliche e private, tra cui il Gabinetto delle Stampe del Museo Civico delle Cappuccine di Bagnacavallo e la Pinacoteca Comunale Carmelo Floris ad Olzai. Ha partecipato a numerose mostre in Italia e all'estero, esponendo, tra gli altri, presso il Complesso Monumentale Dioscuri al Palazzo del Quirinale, il MACRO - Spazio Factory (Ex mattatoio), l'Istituto nazionale per la grafica, Palazzo Valentini, il Tianyi Pavilion Museum a Ningbo (a cura di Luo Qi) e il Bitola Contemporary Art Museum (a cura di Vlado Goreski).  
Nel 2015 ha ricevuto il Premio della Critica nell'ambito del "Premio Internazionale La Pigna" (con una giuria presieduta dal critico d’arte Daniele Radini Tedeschi) presso la Galleria del Palazzo Maffei Marescotti.

## Critica
La storica dell'arte Anna Mariani, docente presso l’Accademia di belle arti di Brera, ha riconosciuto nella xilografia di Tieri «[...] una finestra su mete sconosciute, oltre la realtà sensoriale, esplorata dapprima dall’artista tramite gli stadi emozionali del disegno schematico e della pittura: in quest’ultima, stesa a sottili filamenti di colore, di provenienza divisionista, prevale la ricerca stilistica, preludio al linguaggio graffiante della sgorbia di Tieri, peintre-graveur del nostro secolo».
Per lo storico dell'arte Paolo Bellini, fondatore della rivista "Grafica d'arte", «[...] gli aspetti della città raffigurati da Tieri hanno in comune una sorta di immobilismo, quasi un silenzio reso più tangibile dalla sua particolare tecnica [...]» mentre «[...] sui muri, ridotti a volumi cubici, sospesi tra realismo visionario e deserti metafisici, convivono, attraverso il meticoloso e quasi meccanico ripetersi dei segni, ombre di presenze che non si vedono».
Nel corso del "Primo Congresso Nazionale dei docenti di grafica d'arte delle Accademie", svoltosi presso Palazzo Poli, Maria Angelica Molinari, incisore e docente dell'Accademia di belle arti di Roma, ha evidenziato il contributo di Tieri nell'ambito della ricerca e della sperimentazione sull'incisione contemporanea, con particolare attenzione al processo di stampa xilografica di grande formato. Ha inoltre sottolineato come «[...] in maniera meticolosa e attenta ha dato con la sua opera un ottimo risultato e una grande soddisfazione all'Accademia di belle arti di Napoli».
Secondo Gabriella Bocconi, storica dell'arte e responsabile collezioni librarie dell’Istituto centrale per la grafica, «La narrazione biografica cede il passo ad alcune intersezioni con i maestri dell’incisione su legno, sottolineando vicinanze ideali con coloro che tra fine Ottocento e avanguardie ne esaltarono in chiave antiaccademica gli aspetti scarni e l'immediatezza comunicativa della tecnica, che la messa a punto di nuovi strumenti ne aveva semplificato l’esecuzione».
In Tieri la xilografia e la pittura, pur nella loro diversità, si alimentano reciprocamente e offrono un ampio ventaglio di possibilità espressive: se per la poetessa Gabriella Pace, responsabile della conservazione e del restauro di opere grafiche per il Ministero della cultura, «Tieri percorre a rebours la strada che porta a quelle prime immagini incantate, iniziando dal disegno, per poi passare alla xilografia», il poeta Domenico Adriano considera «[...] i dipinti come le xilografie [...] visioni, e le più tra apocalisse e calma. La luce dalla quale sembrano scaturire è un velo di marmo, come un lume del pensiero, una rappresentazione ogni volta di mirabile asciuttezza mentre ogni paesaggio si affaccia a nuova vita quasi sciogliendosi da un gelo rovente».

## Mostre
- Artisti italiani emergenti (2006), Galleria Teatro dell’Opera, Il Cairo, Egitto.
- Premio Nazionale delle Arti '05 (2007), Istituto Italiano di Cultura, La Valletta, Malta.
- Renato! Renato! Renato! Nicolini e l'Estate romana (2013), MAXXI - Spazio YAP, Roma.
- Segno e Insegno (2013), Istituto Nazionale per la Grafica, Roma.
- Smarrimenti dell'anima (mostra personale, 2013), Palazzo Valentini, Roma, a cura di Giorgio Palumbi.
- Last Paradise - Esposizione Triennale di Arti Visive (2014), Galleria Arte Maggiore, Roma.
- Ri-generazione (2015), MACRO - Spazio Factory, Roma.
- Simboli, Segni e Sogni (2015), Complesso Monumentale Dioscuri del Quirinale, Roma.
- Dissertazione sulla tecnica xilografica di grande formato nell'opera di Pierangelo Tieri (mostra personale, 2016), Museo della Media Valle del Liri, Sora, a cura del Premio di Incisione Fibrenus.
- International Contemporary Art (2018), Palazzo Zenobio, nell'ambito della XVI Biennale di Architettura di Venezia.
- traMe - grafica incisa di Pierangelo Tieri (mostra personale, 2021), Palazzo Boncompagni, Arpino, a cura di Anna Mariani.
- Mirror - Face to face (2023), Scuola d'Arte Kohila, Tohisoo Manor, Estonia.
- IBMB - International Biennal of Miniature Art Graphics and Drawings (2023), Palazzo della Cultura, Bitola, Macedonia.
- 1ª International Biennal of Engraving and Small Scale Drawing (2024), Neapolis Art Gallery, Salonicco, Grecia.
- 11ª International Triennial of Graphic Art Bitola (2024), Bitola Contemporary Art Museum, Macedonia del Nord.
- Ortografia del viaggio (mostra personale, 2024), Galleria Il Brunitoio - Officina di Incisione e Stampa, Ghiffa (VB), a cura di Ubaldo Rodari.
- 21ª AAmA (2024), Tianyi Pavilion Museum, Ningbo, Cina.
- Mirror - Face to face (2025), Galleria BWA, Sieradz, Polonia.
- 22ª AAmA (2025), Water Tower Museum, Vienna, Austria.